# Schloss Mansfeld

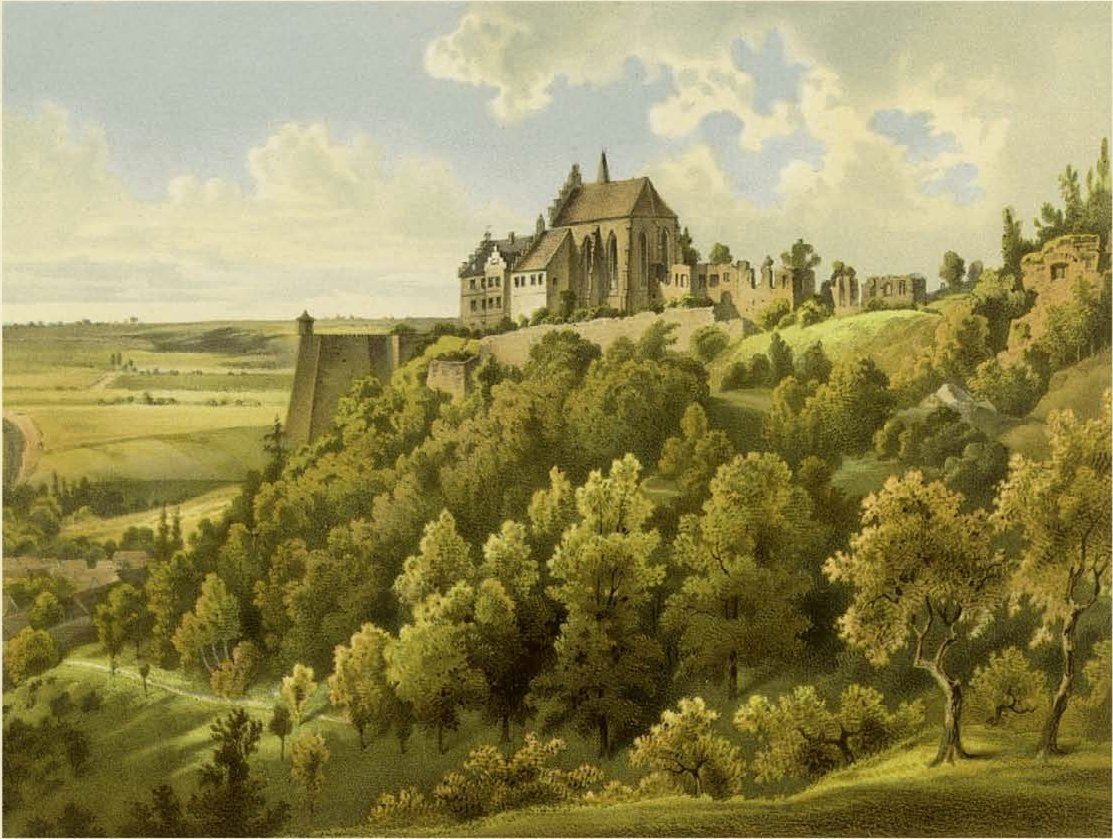
Schloss Mansfeld um 1860, Sammlung Alexander Duncker

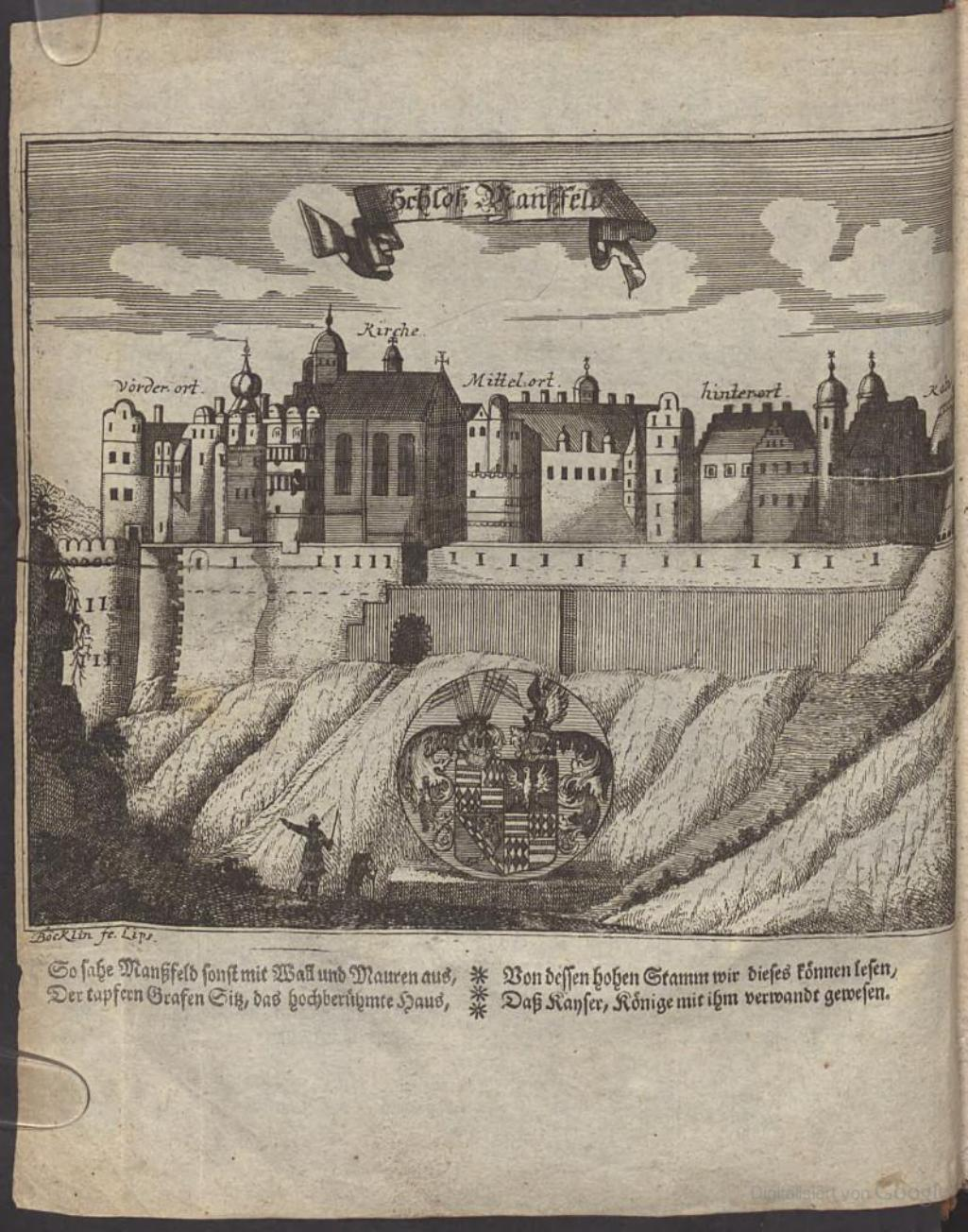
Festung Mansfeld mit den drei Renaissanceschlössern Vorderort, Mittelort und Hinterort im Jahre 1723 (aus: Eusebius Christian Francke: Historie der Grafschafft Manßfeld)

Schloss Mansfeld, auch Burg Mansfeld genannt, ist eine Burganlage in Mansfeld im Landkreis Mansfeld-Südharz in Sachsen-Anhalt.

## Lage
Der Burgberg trägt die Ruinen einer bedeutenden Festung sowie die Ruinen dreier Schlösser des Mansfelder Grafengeschlechts und die vollständig erhaltene Schlosskirche Mansfeld.

## Geschichte
Lange vor der ersten urkundlichen Erwähnung im Jahr 1229 bestand eine romanische Befestigung als Sitz des alten mansfeldischen Grafengeschlechts. Der Name Mansfeld wurde 973 erstmals genannt. Bei Ausgrabungen fand man den Rest eines Bergfriedes und einer Mauer in opus-spicatum-Bauweise, die in die zweite Hälfte des 11. Jahrhunderts eingeordnet werden können. 1060 ist ein Graf Hoyer von Mansfeld als Grundeigentümer bekannt. 1229 starb das alte Grafengeschlecht mit Burchard I. aus und die Burg verfiel, nachdem sich seine Töchter Gertrud und Sophie die Grafschaft geteilt hatten; die eine war mit einem Burggrafen von Neuenburg aus dem Geschlecht der Meinheringer, die andere mit einem Burggrafen von Querfurt verheiratet. Der Sohn der zweiten, Graf Burchard V. von Querfurt, wird 1260 auch Graf von Mansfeld und nimmt 1264 seinen Sitz auf der Burg. Zu dieser Zeit sind größere Instandsetzungsmaßnahmen wahrscheinlich. Er begründet die Grafen von Mansfeld zweiten Stammes, die von 1267 bis 1412 auch Herren zu Schraplau sind.
Im 14. Jahrhundert wurden umfangreiche Ausbaumaßnahmen vorgenommen, so dass die Burg den Belagerungen des Bischofs von Halberstadt 1342 und des Markgrafen von Meißen 1362 standhielt. Im Jahre 1501 erfolgte eine Erbteilung des Mansfelder Grafengeschlechts. Die Grafen begannen den Bau von drei repräsentativen Schlössern auf dem Burgberg, die in der Folge zur Bezeichnung der genealogischen Linien dienten: Vorder-, Mittel- und Hinterort. Beim Bau der Schlösser wurden die bedeutendsten Künstler der mitteldeutschen Frührenaissance hinzugezogen. Kunstgeschichtlich standen die Schlösser in einer Reihe mit der Albrechtsburg in Meißen, dem Merseburger Schloss und Schloss Bernburg.
Im Zuge des Schlossbaus wurde 1517 bis 1549 eine gemeinsame starke Befestigungsanlage errichtet. Diese Befestigungen entsprachen der modernen frühneuzeitlichen Befestigungslehre der Zeit. Unter anderen war der Nürnberger Festungsbaumeister und Geschützgießer Matern Harder am Bau beteiligt. Das Prinzip des „Bastionierten Schlosses“, d. h., dass das Befestigungssystem unabhängig von den Schlossbauten angeordnet war, wurde hier verfolgt. Die Festung wurde laufend ausgebaut und verstärkt, so dass sie im 16./17. Jahrhundert eine der stärksten Festungen Deutschlands war.
Nicht zuletzt wegen der Bau- und Unterhaltungsarbeiten an den beiden Festungen Mansfeld und Heldrungen (welche 1479 von der Hinterorter Linie erworben worden war) verfielen die Macht und das Vermögen der Mansfelder Grafen, so dass es 1579 zur Sequestration der Grafschaft kam. Kursachsen und das Erzstift Magdeburg teilten sich in den Besitz. In der zweiten Hälfte des 16. Jahrhunderts ging die Festung an das Erzstift Magdeburg über. Bis zur Schleifung der Festung 100 Jahre später war die Festung Spielball im Machtstreben der preußischen bzw. sächsischen Fürsten. Kursachsen befürwortete die Schleifung der Festung, während sie das zum Teil kurbrandenburgisch administrierte Erzbistum als Vorposten zur stärksten Festung an der Elbe, Magdeburg, ausbauen wollte. Im Dreißigjährigen Krieg wurde die Anlage mehrfach belagert, aber nie im Sturm genommen. 1650 übergab man die Festung an den Grafen von Mansfeld-Hinterort. Sie hatte in dieser Zeit nur noch zwölf Mann Besatzung und war in schlechtem baulichem Zustand.
Im Jahre 1664 besetzte der Magdeburgische Administrator die Befestigung und ließ sie instand setzen. Die dafür nötigen finanziellen Mittel presste er den Mansfeldischen Ständen ab. Weil die Städte und Stände die Gelder für die Besatzung und Instandhaltung der Festung nicht mehr tragen konnten, verlangten sie seit 1665 die Aufgabe der Festung. 1672 beschloss der Kreistag zu Leipzig die Schleifung. 1674/75 erfolgte dann die Zerstörung der Festungsanlagen, so dass heute nur noch Ruinen vorhanden sind. Die Schlösser verfielen seit Ende des 16. Jahrhunderts. Allein Schloss Vorderort wurde weiter instand gehalten und bewohnt.
In den Jahren 1859 bis 1861 baute der Freiherr Carl Adolph von der Recke das Frührenaissanceschloss Vorderort in neugotischem Stil um, nachdem er den Schlossberg vom preußischen Staat erworben hatte. Die Bauleitung hatte der Hamburger Baumeister Maximilian Wallenstein, die Pläne stammten teilweise von Friedrich August Ritter. Recke und später sein Sohn Ado hatten bis 1906 das Amt des Landrates des Mansfelder Gebirgskreises inne. Der Letztere starb 1927 auf der Burg. Die Familie von der Recke flüchtete 1945 und wurde durch die Bodenreform in der Sowjetischen Besatzungszone 1945 enteignet.

## Geschichte seit 1945
- 1946: Nach der Bodenreform fiel das Schloss dem Land Sachsen-Anhalt zu
- 1947: Das Schloss wurde der evangelischen Kirche als „Luther-Traditionsstätte“ vom Land kostenlos für die Nutzung durch das Evangelische Jungmännerwerk (heute Christlicher Verein Junger Menschen – CVJM) übergeben
- 1953: Im Rahmen der politischen Hetze gegen die „Illegale Organisation Junge Gemeinde“ wurde das Schloss enteignet und an die Freie Deutsche Jugend (FDJ) übergeben. Nach dem „Neuen Kurs“ der Regierung der DDR (11. Juni 1953) erfolgte die Rückgabe an die Evangelische Kirche, das Jungmännerwerk verwaltet das Schloss im Auftrag der Kirche.
- 1997: Am 24. Mai wurde der Förderverein Schloss Mansfeld e. V. zum Erhalt des Schlosses Mansfeld gegründet.
- 1999: Übertragung des Schlosses in das Eigentum des Fördervereins Schloss Mansfeld e. V. Es erfolgte ein kontinuierlicher Ausbau zur modernen Christlichen Jugendbildungs- und Begegnungsstätte.

## Besichtigung

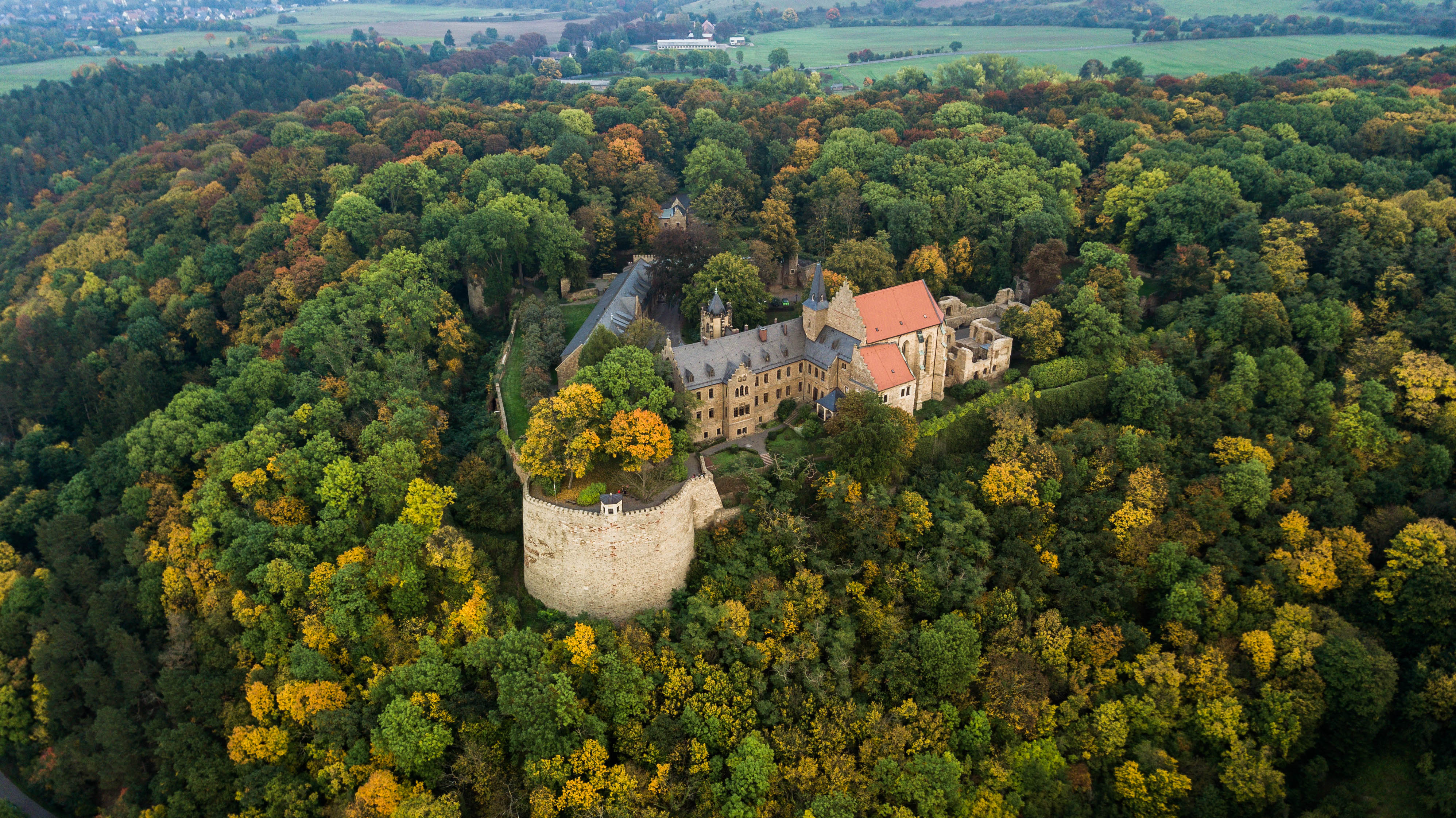
Blick von oben

Besichtigung des Schlossparks mit den Festungsanlagen ist täglich möglich. Führungen über das Außengelände des Schlosses und in die Schlosskirche finden nach Anmeldung statt. Daneben ist die Schlosskirche auch während der Öffnungszeiten des Schloss-Cafés „Wächterstube“ geöffnet. Im Schloss befindet sich eine christliche Jugendbildungsstätte. Die Besichtigung der Innenräume ist zum Tag des offenen Denkmals (zweiter Sonntag im September) jeweils nachmittags möglich.